# Ferdy Druijf
Ferdy Druijf (ur. 12 lutego 1998 w Uitgeest) – holenderski piłkarz grający na pozycji napastnika. Od 2021 jest zawodnikiem klubu KV Mechelen, do którego jest wypożyczony z AZ Alkmaar.

## Kariera klubowa
Swoją piłkarską karierę Druijf rozpoczynał w juniorach takich klubów jak FC Uitgeest (2004-2012) i AZ Alkmaar (2012-2016). W 2016 roku został członkiem zespołu rezerw AZ. 27 sierpnia 2016 zadebiutował w nich w Tweede divisie (3. poziom rozgrywek) w wygranym 4:2 wyjazdowym meczu z Kozakken Boys i w debiucie strzelił dwa gole. Z kolei w pierwszym zespole AZ swój debiut zaliczył 28 stycznia 2018 w zwycięskim 2:0 wyjazdowym spotkaniu z Willemem II. W sezonie 2018/2019 z 29 golami został królem strzelców Eerste divisie. Swój dorobek strzelecki dzielił wówczas między rezerwy AZ oraz NEC Nijmegen, w którym grał rundzie wiosennej sezonu 2018/2019 i w którym zadebiutował 13 stycznia 2019 w przegranym 2:3 wyjazdowym meczu z FC Eindhoven (strzelił w nim gola).
W styczniu 2021 Druijf został wypożyczony do belgijskiego KV Mechelen, w którym swój debiut zaliczył 16 stycznia 2021 w wygranym 1:0 wyjazdowym meczu z Royalem Charleroi.
| Sezon   | Klub         | Kraj     | Rozgrywki       | Mecze | Gole |
| ------- | ------------ | -------- | --------------- | ----- | ---- |
| 2016/17 | Jong AZ      | Holandia | Tweede divisie  | 13    | 4    |
| 2017/18 | AZ Alkmaar   | Holandia | Eredivisie      | 3     | 0    |
| 2017/18 | Jong AZ      | Holandia | Eerste divisie  | 21    | 7    |
| 2018/19 | AZ Alkmaar   | Holandia | Eredivisie      | 2     | 0    |
| 2018/19 | Jong AZ      | Holandia | Eerste divisie  | 16    | 14   |
| 2018/19 | NEC Nijmegen | Holandia | Eerste divisie  | 18    | 15   |
| 2019/20 | AZ Alkmaar   | Holandia | Eredivisie      | 12    | 1    |
| 2019/20 | Jong AZ      | Holandia | Eerste divisie  | 11    | 5    |
| 2020/21 | AZ Alkmaar   | Holandia | Eredivisie      | 9     | 1    |
| 2020/21 | Jong AZ      | Holandia | Eerste divisie  | 3     | 0    |
| 2020/21 | KV Mechelen  | Belgia   | Eerste klasse A | 20    | 6    |

## Kariera reprezentacyjna
Druijf występował w młodzieżowych reprezentacjach Holandii na szczeblach U-17, U-18 i U-20.